# Shake Your Groove Thing
Shake Your Groove Thing (La fiesta en Chile, Mueve tus caderas en España y Cas de conscience en Francia) es el quinto episodio de la primera temporada de Grey's Anatomy.

## Sinopsis
Meredith, agotada, cree haber cometido un error en una cirugía, lo que podría poner en peligro su carrera. Por otro lado, Izzie planea hacer una fiesta en casa para demostrarle a su novio jugador de hockey que los doctores sí saben divertirse, pero al final se le presenta la oportunidad de asistir a una Neurocirugía, y van todos menos la anfitriona. Alex trata con un paciente adicto a los analgésicos y es obstinado respecto a su uso. El paciente de George asegura que sus problemas no son fruto de fumar, sino de un error cometido en una cirugía en el Seattle Grace cinco años atrás. Meredith y Derek tienen sexo en un auto, siendo vistos por Bailey; mientras, Cristina y Burke hacen lo mismo en una sala.

## Música
- Wake Up, de The Ditty Bops.
- Tiger, My Friend, de Psapp.
- Money Girl (También conocida como She's Expensive), de Dee.
- Evil, de Interpol.
- The Edge of the Ocean, de Ivy.
- Sparkle Me, de The Buffseeds.

## Título
El nombre del episodio proviene de una de las canciones del dúo Peaches & Herb.